# Globba
Globba es un género de plantas con flores perteneciente a la familia Zingiberaceae. Comprende 178 especies descritas y de estas, solo 96 aceptadas.

## Taxonomía
El género fue descrito por Carlos Linneo y publicado en Mantissa Plantarum 2: 143, 170, 1287. 1771. La especie tipo es: Globba marantina L. 

## Especies aceptadas
A continuación se brinda un listado de las especies del género Globba aceptadas hasta febrero de 2013, ordenadas alfabéticamente. Para cada una se indica el nombre binomial seguido del autor, abreviado según las convenciones y usos:
- Lista de especies de Globba